# Щурмтигър
Щурмтигър (на немски: Sturmtiger) е тежка самоходна минохвъргачка, разработена от Нацистка Германия към края на Втората световна война.

## История
След битката при Сталинград е издадено разпореждане за създаването на нов вид оръжие, способно да срине укрепена сграда с един изстрел. Именно този вид укрепления са една от причините за победата на СССР в тази битка. Като основа за разработване на нова минохвъргачка е бил използван специалният катапултен механизъм на корабите, с който те са изстрелвали дълбочинни бомби.
Шасито на машината е на практика същото като при танка Тигър, с разликата, че предната част е леко скъсена и повдигната, за да може да бъде монтирана бронираната надстройка.
Първият прототип е създаден през 1943. Заради недостиг на суровини и основни машинни компоненти Хитлер нарежда производството да започне чак на 19 април 1944. Създадени са били 12 надстройки с минохвъргачки и през август са създадени първите три серийни модела. През септември са били създадени още 10 Щурмтигъра, а през декември – допълнителни 5. Хитлер е смятал това оръжие за жизненоважно. Според него е било необходимо да се произвеждат минимум 300 снаряда на месец.

## Дизайн

### Броня
Тъй като Щурмтигъра е бил предназначен да участва в градски сражения, бронята му е била много дебела – 150 мм в предната част и около 80 мм отстрани. Уязвими са били обаче задните части на машината, където дебелината ѝ е била едва 25 мм. Заради подобрената защита общото ѝ тегло е било 65 тона, с 8 тона по-тежка отколкото танка Тигър I, от който произлиза.

### Въоръжение
Основното оръжие на Щурмтигър е 380-милиметровата минохвъргачка Raketenwerfer 61 L/5.4. Снарядът е бил дълъг близо 1,5 метра и е тежал 345 килограма, което ограничава боезапаса до едва 14 единици. Всяка машина е била снабдена с два типа снаряди – фугасни (125 кг експлозив) или кумулативни, които са можели да пробият 2,5 метрова подсилена бетонна стена. Обсегът им е бил до 5600 метра. Особеност при устройството на амунициите е, че са били с ракетно задвижване – първоначално малък заряд ускорява снаряда до скорост от 40 м/сек, а после втори заряд – до 250 м/сек.
Проблем при стрелбата са представлявали и отделяните газове. Тъй като са били много, изхвърлянето им в бойното отделение би предизвикало задушаване на екипажа. Задържането им в самата минохвъргачка би предизвикало експлозия. Дизайнерите на оръжието създават сложна система за отвеждането на газовете отвън, която му придава особен външен вид.
Допълнителното въоръжение се е състояло от една лека 7,92-мм картечница MG34 и един 90 мм гранатомет NbK 39 Nahverteidigungswaffe с малък обсег, за защита от други бронирани машини или пехота.

## Употреба
Щурмтигър е бил предназначен като щурмово оръжие в помощ на пехотата срещу укрепени сгради или силно застроени вражески райони. Тъй като обаче е създаден сравнително късно, той е служил почти изцяло като отбранително оръжие, най-вече на Западния фронт. Използван е при Варшавското въстание и Арденската офанзива, където се доказва като отлично дефанзивно оръжие. Днес са запазени няколко екземпляра от общо 18-те произведени.